# Donnie Boyce
Pour les articles homonymes, voir Boyce.
Donald Boyce, Donald Nathaniel « Donnie » Boyce est un joueur, puis entraîneur américain de basket-ball, né le 2 septembre 1973 à Chicago, en Illinois. Il joue au poste d'arrière.

## Palmarès
- 1990-1991: Champion de l’Illinois avec Proviso
- 2002-2003: Champion USBL avec Dodge City

### Draft
- 1995: Drafté en NBA au 2e tour en tant que 42e choix par les Hawks d'Atlanta.
- 1995: Drafté en CBA au 3e tour en tant que 31e choix par les Yakima Sun Kings.

### Nominations et distinctions
- 1992-1993: Membre de la All Big Eight Conference first Team de NCAA.
- 1993-1994: Membre de la All Big Eight first Team de NCAA.
- 1994-1995: Membre de la All Big Eight first Team de NCAA.
- Meilleur marqueur de l’histoire de l’université de Colorado.

### Summer League
- 1996-1997: Participe à la Summer League avec Dallas.
- 1996-1997: Participe à la Summer League avec San Antonio.
- 1996-1997: Participe à la Summer League avec Phoenix.
- 1997-1998: Participe au Upper Deck All Star European Tour.
- 1998-1999: Participe à la FILA Summer League' avec Toronto.
- 2002-2003: Participe à une Summer League NBA avec Indiana.